# Hoskuld Thrainsson
Hoskuld Thrainsson (nórdico antiguo: Hǫskuldr Þráinsson) (985 - 1011) es un personaje histórico de la saga de Njál, un vikingo de Islandia de finales del siglo X, hijo de Thrain Sigfusson e hijo adoptivo de Njáll Þorgeirsson que lo acogió a la muerte de su padre, irónicamente a manos de Skarphedin Njalsson, hijo de Njáll. Llegó a ser un próspero bóndi y goði en Ossaby, Landeyjar Oriental. Hoskuld recibió el nombre de su abuelo Hoskuld Dala-Kollsson.
En un principio lo acogió su tío Ketill Sigfússon, lo crio como a su propio hijo y juró vengarlo si alguna vez alguien lo mataba como pasó con su padre. Tenía 10 o 12 años cuando Njáll se ofreció a acogerlo y educarlo junto a sus propios hijos. Fue Njál quien el enseñó todo sobre la ley y lo convirtió en un gran goði. El mismo Njáll solicitó al althing la creación de un nuevo goðorð en Hvítaness para poder favorecer su matrimonio, a partir de entonces se le conocería como Hoskuld Hvítanessgodi. Todo fue bien hasta la aparición del intrigante Mord Valgarsson que aportó cizaña entre ellos. Mord fue el instigador de la muerte de Hoskuld en la primavera de 1010.
Hildigunn, la esposa de Hoskuld juró venganza y con la manta ensangrentada que cubrió el cuerpo de su marido, forzó a Flosi Þórðarson a encabezar la represalia contra el clan de Njáll Þorgeirsson ya que el juramento de venganza de su tío Katli estaba vigente y como miembro de su clan, no pudo negarse.